# Gyürky Gyula
Gyürki Gyürky Gyula (1860–1949) okleveles bányamérnök, az ózdi székhelyű Rimamurány-Salgótarjáni Vasmű Részvénytársaság igazgatója, a vasműhöz tartozó nyugat-borsodi szénbányák első vezetője és a bányarendszer főtárójának névadója.

## Élete
1860-ban született a Nógrád vármegyei Pusztaberkin, középiskoláit Léván, Esztergomban és Körmöcbányán végezte, majd 1880-ban a selmeci akadémián a bányászati szakot végezte el. Még 1880-ban bányagyakornok lett az aknasugatagi kincstári sóbányáknál, majd 1882-ben önkéntesi évének letöltésére vonult be. Ezt követően ismét Selmecen a Ferenc József-aknához került, majd az akadémia bányaműveléstani és bányaméréstaní tanszékén kapott tanársegédi kinevezést.
1887-ben a dorogi kőszénbányához került, ahonnan 1892-ben a Rimamurány–Salgótarjáni Vasmű Rt-hez lépett át: előbb Ózdon bányamérnök, majd főmérnök, később pedig igazgatóhelyettes lett. E vállalatnál több mint két évtizeden át működött, több bányaüzem vezetőjeként, 1927-ben vonult nyugalomba. 5 évig volt a bányamérnöki államvizsgák bizottsági tagja; 1910-től a m. kir. bányatanácsosi, 1922-től a főbányatanácsosi, majd a m. kir. bányaügyi főtanácsosi cím birtokosa volt.

## Emlékezete
- Róla nevezték el az akkor még Ózd községhez tartozó, 1999-ben önállósult Farkaslyuk területéről nyíló, 1914-ben megnyitott fő szállító tárnát. A vágat bejáratánál ma is kőtábla hirdeti, hogy a 2011 novemberében újra megnyitott és művelésbe vont tárna Gyürky Gyula nevét viseli.
- Farkaslyuk településen utca,[3] illetve bányász emlékpark is őrzi az egykori igazgató nevét és emlékezetét.

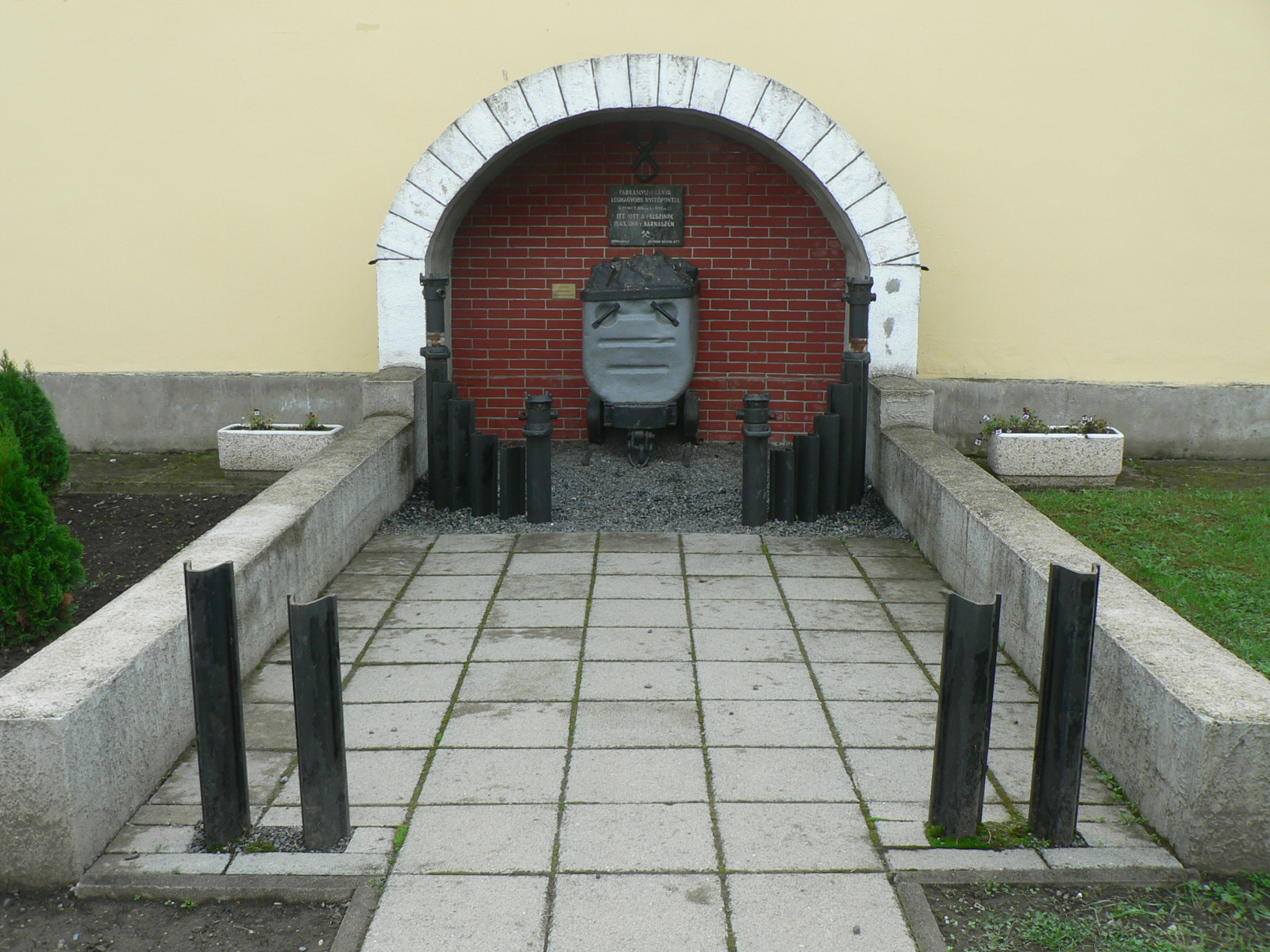
Az utolsó működő farkaslyuki tárna emlékhelye
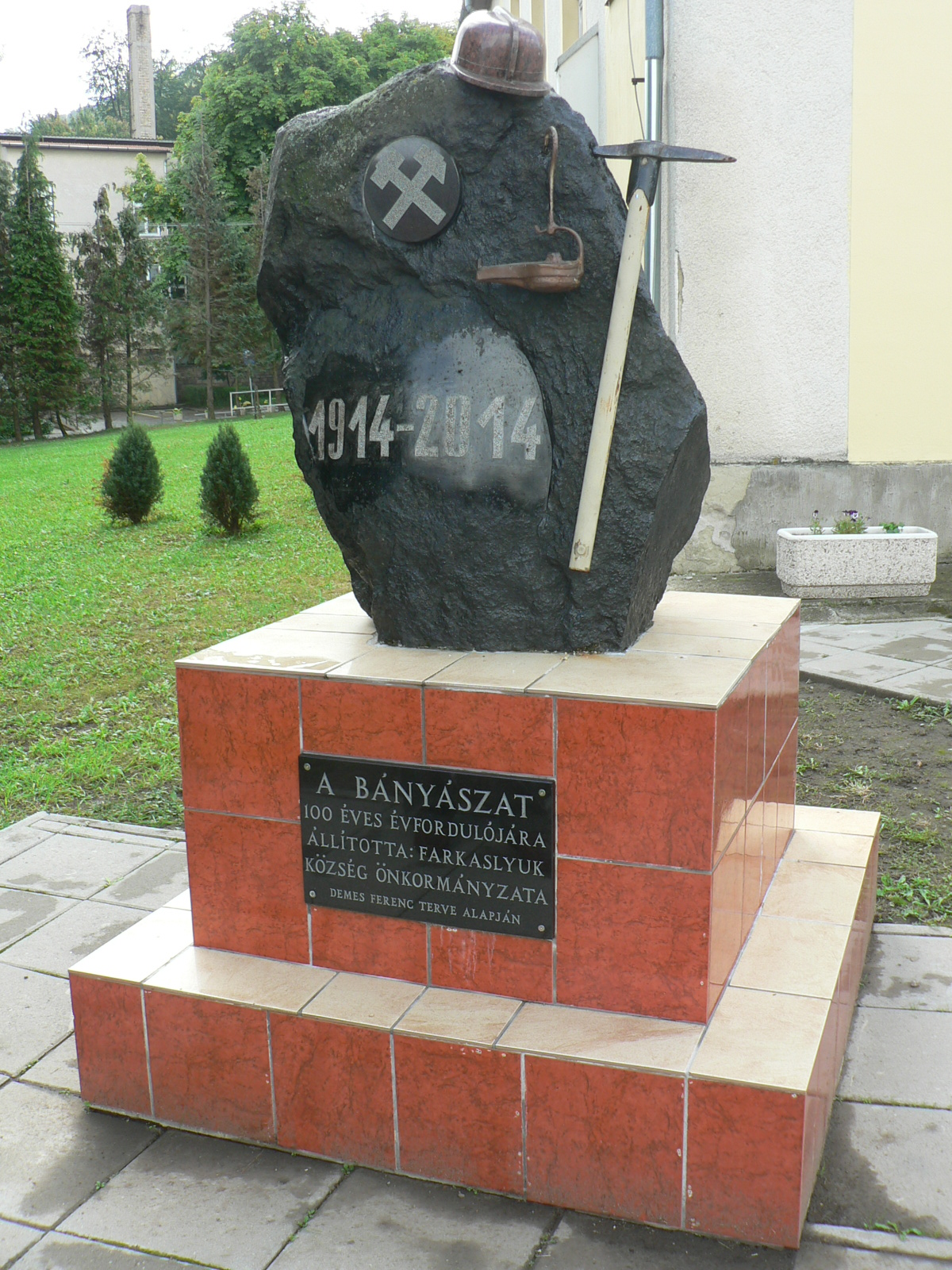
A százéves farkaslyuki bányászkodás 2014-ben felavatott emlékműve a Gyürky Gyuláról emlékparkban
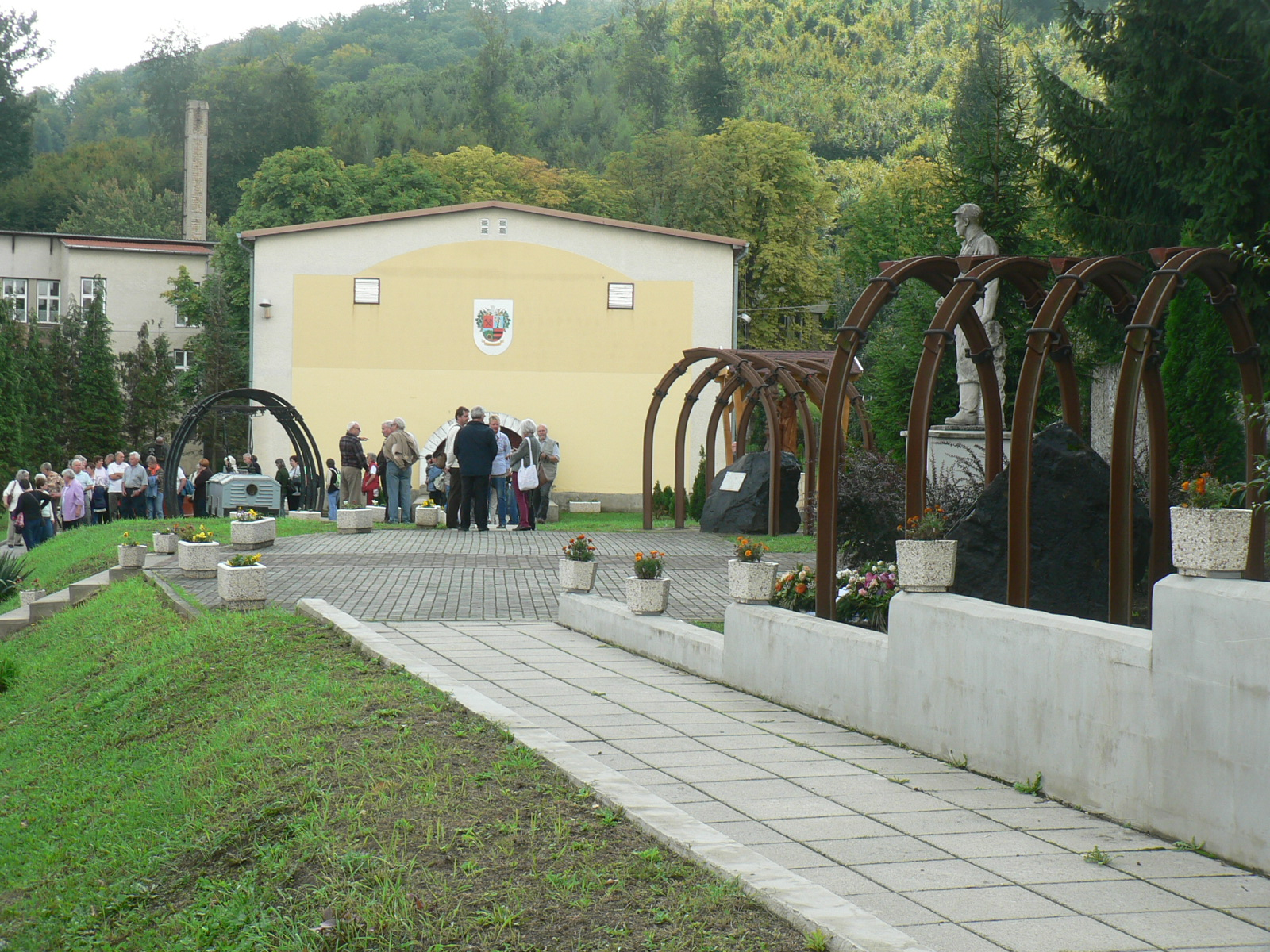
A Gyürky Gyula-emlékpark távlati képe